# Dödens triangel (TV-serie)
Dödens triangel (Originaltitel: The Vanishing Triangle) är en irländsk dramaserie från 2023 och består av sex avsnitt. Serien är skapad av Ivan Kavanagh. För regin svarar Imogen Murphy och Laura Way. Serien hade premiär den 26 oktober 2023. I Sverige har serien visats på SVT play och SVT.

## Handling
Serien kretsar kring journalisten Lisa Wallace (India Mullen) som efter att flera unga kvinnor försvunnit bestämmer sig för att hitta den skyldige. Hennes hypotes är att förövaren är samma man som för 20 år sedan dödade hennes mamma. Serien är baserad på verkliga händelser i Dublin på 1990-talet.

## Rollista (i urval)
- India Mullen - Lisa Wallace
- Allen Leech - David Burkely
- Adam John Richardson - Tommy Stephens
- Sarah Carroll - Mary Burkely
- Fionnuala Murphy
- Philip O'Sullivan